# 91:an kavalkad
91:an kavalkad var en svensk serietidning som utgavs av Egmont Kärnan 2008–2016.

## Innehåll och utgivningen
Tidningen gavs ut första gången 2008, i två nummer benämnda 91:ans sommarkavalkad respektive 91:ans vinterkavalkad. 2009 utkom fem nummer: vår-, sommar-, höst-, vinter- och krysskavalkad. Under 2010 och 2011 utkom fyra nummer. De flesta kavalkaderna hade 100 sidor men krysskavalkaden var betydligt kortare. I tidningen fanns förutom serier korsord och sudoku.
91:an kavalkad slogs senare ihop med Humorklassiker (2007–2016) och bildade Humorkavalkad (2017–2023).

### Biserier
Följande biserier fanns med i tidningen:
- Kronblom
- Åsa-Nisse
- Uti vår hage
- Lilla Fridolf
- Flygsoldat 113 Bom.